# Oringa Menabuoi
Oringa Menabuoi, en la religión católica Cristiana de Santa Croce (Santa Croce sull'Arno, c. 1240 - Santa Croce sull'Arno, 4 de enero de 1310), era una religiosa italiana. Fundadora del monasterio de Santa Croce, su culto como beata fue confirmado por el papa Pío VI en 1776.

## Biografía
Mostró cierta inclinación a la vida religiosa desde la infancia. Quedó huérfana y para evitar que los hermanos le prometieran matrimonio en contra de su voluntad, huyó de su hogar y se refugió en Lucca, donde se puso al servicio de un rico caballero. Luego fue en peregrinación al santuario de San Miguel en el Gargano y, a su regreso, se estableció, por un tiempo, en Roma. Después de una peregrinación a la tumba de San Francisco en Asís, decidió regresar a su país de origen para establecer una comunidad religiosa allí.
El 24 de diciembre de 1279, junto con algunos compañeros, comenzó el monasterio de Santa Maria Novella, colocado bajo el regla de San Agustín. Cuando cayó enferma, pasó el último período de su vida sufriendo mucho. Murió en 1310.

## Culto
Fue enterrada en la iglesia de su monasterio y su tumba se convirtió inmediatamente en un destino de peregrinación. La ciudad de Santa Croce sull'Arno la eligió como su patrona, declaró su día de nacimiento como un día festivo y se hizo representar en la bandera municipal.
De una carta de 1587 de Alessandro Guidiccioni, obispo de Lucca, parece que el Papa Sixto V ya había reconocido el culto otorgado desde tiempos inmemoriales a la fundadora. El papa Pío VI, con un decreto del 15 de junio de 1776, confirmó formalmente su culto con el título de beata.
Su elogio se puede leer en el martirologio romano del 4 de enero.